# Britney & Kevin: Chaotic
Britney & Kevin: Chaotic es una serie de "Reality TV" (y el séptimo DVD de Britney) protagonizada por la cantante pop, Britney Spears y su entonces segundo esposo, Kevin Federline. Comienza desde que Britney Spears conoce a Kevin Federline, cuando se enamoran y se casan. Incluye los seis episodios, videos caseros y entrevistas.

## Serie
Slogan: Can you handle our truth?
La serie incluye seis episodios que debutaron semanalmente todos los martes a las 9PM  ET/PT en UPN entre las fechas de 17 de mayo y 14 de junio de 2005, con repeticiones que aparecen más tarde en MTV y VH1. Ambos Federline y Spears se acreditan como productores ejecutivos. La serie fue cancelada por UPN después de la primera y única temporada. La canción fue compuesta por Nick Thayer, quien dijo que es el concierto que significó la mayor parte de su corazón a causa de su conexión con la pareja.
El espectáculo se compone en gran parte de videos caseros creados por Spears y Federline, junto con algunos comentario añadidos, comenzando con su cortejo durante el tramo europeo de Spears del Onyx Hotel Tour en la primavera de 2004, y que terminó con su matrimonio de septiembre. La serie fue lanzado en DVD el 27 de septiembre de 2005.

## Episodio 1 - "Can You Handle My Truth?"
El primer episodio involucra a Spears por accidente jugando alrededor con una nueva cámara, enfocando de vez en cuando en otras personas, pero grabándose más veces a ella. Ella pregunta regularmente a cualquiera opiniones en el sexo, amor y matrimonio en Londres mientras se prepara para la gira. Durante la mitad aparece Kevin Federline.
El episodio fue visto por un público de aproximadamente 3.7 millones de espectadores entre las edades de dieciocho y cuarenta y nueve años.

## Episodio 2 - "Who Said Anything About Love?"
Similar al primer episodio, se muestran más clips de su tour, mientras conoce más Federline. El episodio también incluye una escena que Spears revela que tiene fobia de volar, basado en un miedo que ella chocará.
Este episodio fue visto por un público de 2.97 millones, una gran disminución comparado al estreno. Sin embargo todavía era un aumento del público que UPN normalmente tiene.

## Episodio 3 - "Scared to Love You"
La relación de ambos progresa al punto que Spears revela que está enamorada de él. De cualquier forma Federline no le responde de la misma forma.
El episodio tuvo 2.64 millones de espectadores

## Episodio 4 - "Magic Happens"
Después de un día en París, Spears comprende que Federline es para ella, termina proponiendo matrimonio, Federline dice no, pero después le pide que se case con él.
Por primera vez, este episodio mostró una mejora en público comparadas al anterior con 3 millones de espectadores.

## Episodio 5 - "Veil of Secrecy"
Fue el episodio final de la serie, fue de su matrimonio del cual su familia no sabían que sucedería y pensaban que era una fiesta de compromiso.
Después del final del episodio, Someday (I Will Understand) hace su estreno mundial. El episodio tuvo un público de aproximadamente 2.1 millones.

## DVD
Britney and Kevin: Chaotic... The DVD & More es el séptimo DVD de la cantante Pop americana Britney Spears.
Fue puesto en libertad el 27 de septiembre de 2005. Incluye un CD extra, con el sencillo "Someday (I Will Understand)" y las nuevas canciones "Chaotic", "Mona Lisa" y, en las ediciones en Reino Unido y en Japón, Guy Sigsworth, Robyn Imogen Heap y colaboración, "Over To You Now". El DVD ofrece la serie completa y 30 minutos de metraje bonus sin salir al aire de sus videos caseros. También se incluyen los vídeos musicales de "Do Somethin'" y "Someday (I Will Understand)".

### Características del DVD
- Los capítulos de la serie:
  - Can You Handle My Truth?
  - Who Said Anything About Love?
  - Scared to Love You
  - Magic Happens
  - Veil of Secrecy
- Videos musicales:
  - "Do Somethin'"
  - "Someday (I Will Understand)"
- 30 minutos Extra

## Bonus EP
Chaotic es el primer EP de la cantante Britney Spears, y fue lanzado junto al DVD, Britney & Kevin: Chaotic.
1. "Chaotic"
2. "Someday (I Will Understand)"
3. "Mona Lisa"
4. "Over to You Now" (Solo en Japón/UK)
5. "Someday (I Will Understand)" [Hi-Bias Signature Radio Remix] (Solo lanzado en Japón/Europa/Asia)

### Theme Song & Bonus CD
La serie se tituló después de utilizar la canción "Chaotic" como tema principal. La canción fue grabada para el álbum de Spears In the Zone, y fue estrenada a la prensa, pero fue retirada poco días antes de su lanzamiento comercial. La canción fue escrita y producida por el equipo sueco, Bloodshy & Avant, que coescribió y produjo "Toxic" y "Showdown", habiendo también colaborado con Christina Milian, Sugababes y Ms. Dynamite en el pasado.
Una canción en el álbum, "Mona Lisa", se había escuchado en la estación de radio LA KIISFM el 31 de diciembre de 2004. La canción era un "demo" y le dio esperanzas a los fanes de un posible nuevo álbum de estudio que debía ser puesto en libertad más tarde ese año, el cual sería titulado "Original Doll". El trabajo fue abandonado y la canción fue casi completamente regrabada y las canciones fueron cambiadas. Además, tiene 3/5 de calificación en iTunes.
"Mona Lisa" tiene su versión remix oficial titulada "DJ Volume Mix" de la artista Stacy Mier.
"Over to You Now" fue también una canción inédita del álbum In the Zone en 2004.
"Someday (I Will Understand)" es una nueva grabación, escrita por la misma Spears. La canción fue lanzada como un CD sencillo en Europa con diversos remixes de la canción. El Extended Play sencillo fue liberado en Japón y contenía las mismas canciones que el DVD "Chaotic" y un remix de la canción. Un vídeo musical se muestra en la serie y fue lanzado en DVD.

### Calificaciones
- Singapur: PG
- Australia: M
- UK: 15
- US: 14

### Premios
| Año  | Show               | Premio                                                  | Resultado |
| ---- | ------------------ | ------------------------------------------------------- | --------- |
| 2005 | Teen Choice Awards | Choice TV Reality/Variety Star - Male (Kevin Federline) | nominada  |
| 2005 | Teen Choice Awards | Choice TV Show: Reality                                 | nominada  |

- Datos: Q1070304